# Paix des Braves (guerre d'Algérie)
Le 23 octobre 1958, le général de Gaulle propose la Paix des Braves au Front de libération nationale, mais ce dernier décline l'offre.

## Genèse
La guerre d’Algérie, depuis le printemps et l’été 1955, est passée d’un soulèvement nationaliste classique auquel la France semble pouvoir résoudre à un phénomène de grande ampleur qui a nécessité une « proclamation de l’état d’urgence et l’envoi d’importants renforts ». Le gouvernement de Guy Mollet, tout comme ceux qui lui succèdent, à savoir le gouvernement de Maurice Bourgès-Maunoury et celui de Félix Gaillard dirigés par les radicaux, ainsi que par le MRP avec celui de Pierre Pflimlin, vont de capitulation en capitulation sur le problème algérien. Dès 1956, il devient « la grande affaire de la France ».
En effet, durant la campagne électorale, le nouveau président du Conseil Pierre Mendès France s’était engagé à mettre fin à une « guerre imbécile et sans issue ». Ainsi, le 6 février 1956, Guy Mollet se rend à Alger pour installer le nouveau ministre d’État, le général Catroux. Cependant, devant une foule européenne déchaînée qui l'assigne de tomates, Guy Mollet préfère faire marche arrière et remplacer le général Catroux par le socialiste Robert Lacoste avant de mettre en place une nouvelle politique sous un triptyque « Cessez-le-feu, élections, négociations ». Elle implique une victoire militaire sur le FLN indispensable à toute solution. Après cela, Lacoste, investi de tous les pouvoirs, conduit les colonels et généraux à « transformer l’Algérie en provinces militaires, [où] ils sont tout-puissants ». Il mène contre le FLN une action répressive qui conduit à la bataille d'Alger en 1957. Ainsi, dès 1957, la politique gouvernementale en Algérie est dans l’impasse et ses conséquences sont importantes. De ce fait, la Quatrième République paraît condamnée par sa propre impuissance. Dans le même temps, le pouvoir affronte des activistes militaires convaincus qu’un pouvoir fort à Paris est nécessaire en ces temps. Le 26 avril 1958 se met en place une manifestation qui réclame la formation d’un comité de salut public. Pour éviter cela, l’idée d’un recours au général de Gaulle commence à être évoquée. Le 13 mai 1958, des émeutes et la prise du gouvernement général se déroulent à Alger. Un comité de salut public est constitué, présidé par le général Massu. L'armée pactise avec les activistes tout en reconnaissant l’autorité du général Salan. Le 15 mai, il lance un appel au général de Gaulle. Le gouvernement Pflimlin, constatant qu'il ne peut plus rien faire, démissionne dans la nuit du 27 au 28 mai 1958. La voie est libre pour le général de Gaulle ; le 1er juin 1958, les députés votent son investiture. Le 2 juin 1958, l’Assemblée nationale lui accorde les pleins pouvoirs pour 6 mois et le droit de réviser la constitution le 3 juin. C’est la fin de la Quatrième République.
En juin 1958, de Gaulle est appelé par les partisans de l’Algérie française et, jusqu’en septembre 1959, il se comportera en « champion de l’Algérie française », déchaînant l’enthousiasme des foules. En juin 1958, il affirme lors de son voyage cette formule ambiguë : « Je vous ai compris », puis clame à Mostaganem : « Vive l’Algérie française ! ». Sous l’impulsion de vouloir garder l’Algérie en lui donnant plus de droits, il lance le plan de Constantine pour le développement économique de l’Algérie.

## Contenu
Dans sa conférence diffusée dans le cadre du journal télévisé de vingt heures devant la presse française et étrangère le 23 octobre 1958 à Matignon, le général de Gaulle offre au FLN une reddition honorable : « la Paix des Braves ». Il déclara cela en vue d’un espoir d’une fin prochaine des combats en Algérie et des modalités de cessez-le-feu. Proclamant que la plupart « des hommes de l’insurrection ont combattu courageusement », il appelle donc à cette paix, pensant que « les haines iront en s’effaçant ». Il argumente le déroulement de cette Paix des Braves de cette façon : « ceux qui ont ouvert le feu le cessent et qu'ils retournent, sans humiliation, à leur famille et à leur travail ! ». Il indique la seule voie qui selon lui peut conduire l'Algérie : « Le destin de l’Algérie est en Algérie même, quand la voie démocratique est ouverte, quand les citoyens ont la possibilité d’exprimer leur volonté, il y en a pas d’autre qui soit valable ».

## Conséquences
Cependant, dans le même temps, le général de Gaulle souhaite redonner l’initiative aux autorités légales. Par conséquent, il demande aux militaires de regagner leurs casernes, retire la plupart des pouvoirs aux comités de salut public et renvoie d’Algérie le général Salan pour le remplacer par Paul Delouvrier.
Plus tard, lors de sa conférence de presse du 16 septembre 1959, le général de Gaulle prend une décision péremptoire en affirmant le droit de l’Algérie à l’« autodétermination ». Sa position se précise petit à petit dès son investiture par les foules d’Algérie. Le 13 juillet 1958, il annonce que l’Algérie aura « une place de choix » dans ce qui allait remplacer l'Union française. En mars 1960, il énonce une « Algérie algérienne liée à la France », pour évoquer plus tard une « République algérienne » le 4 novembre 1960. Ainsi, se mettent en place des négociations importantes et tendues, qui s’achèveront le 18 mars 1962 par un accord de cessez-le-feu.